# Günther de Haan
Günther Manfred de Haan (21 november 1944) is een oud-voetballer van AFC Ajax en HFC Haarlem. Hij was actief in de periode tussen 1964 en 1975. Na zijn spelerscarrière werd hij trainer bij ASV De Dijk.